# Friedrich Julius von Schwerin
Friedrich Julius von Schwerin (* 6. Juni 1699; † 11. Mai 1747 in Neisse) war ein preußischer Generalmajor, Chef des Infanterieregiments Nr. 32, Ritter des Johanniter-Ordens und des Pour le Mérite, Kommandant von Neisse und Frankfurt an der Oder dazu Amtshauptmann von Sommerschenburg und Dreyleben im Herzogtum Magdeburg. Zur Unterscheidung von seinem Bruder wurde er der blonde Schwerin genannt.

## Leben

### Herkunft
Friedrich Julius entstammte dem Adelsgeschlecht derer von Schwerin und war der Sohn des Oberstleutnants Philipp Julius von Schwerin (* 7. Oktober 1662; † 12. Dezember 1712), Erbherr von Rehberg und Lantzerow. Seine Mutter war dessen zweite Frau Esther Eleonore von Borcke (* 16. November 1673; † 20. Mai 1730). Der spätere preußische Generalleutnant Philipp Bogislav von Schwerin war sein Bruder.

### Militärkarriere
Im Alter von 18 Jahren wurde Schwerin im Infanterieregiment „Schwerin“ Nr. 24 angestellt und durchlief hier die Offiziersstellen. Daneben wurde er am 24. Oktober 1739 Amtshauptmann von Saalzig. Im Jahr 1740 folgte seine Beförderung zum Major und am 4. Mai des gleichen Jahres ernannte König Friedrich Wilhelm I. ihn auch zum Amtshauptmann von Dreyleben und Sommerschenburg. Am 17. Mai 1742 kämpfte er als Major in der Schlacht bei Chotusitz. Er kämpfte so tapfer, dass König Friedrich II. ihn zum Oberst ernannt und ihm das Infanterieregiment Nr. 32 gab. Im November 1745 wurde Schwerin zum Generalmajor ernannt.
Er starb 1747 in Neisse und wurde in Brieg begraben.

### Familie
Schwerin war mit Elisabeth Wilhelmine von Wulfen (* 19. November 1714) verheiratet. Sie war die Tochter des preußischen Oberstleutnants Balthasar Dettlof von Wulffen und der Eva Luise von Beerfelde aus dem Haus Lossow. Das Paar hatte folgende Kinder:
- Balthasar Friedrich Julius (* 1. März 1732; † 11. April 1803)[1]
- Christoph Wilhelm (1733–1758)
- Hans-Bogislav (* 2. Juli 1736; † 13. April 1798) Oberst ⚭ 23. Februar 1768 Friederike Marie Dorothea von der Osten (* 4. April 1746; † 28. November 1804)
- Friederike Wilhelmine (1734–1800) ⚭ Karl Eduard de Larrey, (* 19. November 1743; † 30. Januar 1806), niederländischer General[2]
- Carl Gustav (1737–1758)
- Philipp Adolph (Albrecht) (* 20. August 1738; † 14. Juni 1815), Generalmajor